# Guerra de Volta-Bani
La guerra del Volta-Bani fue una rebelión anticolonial que tuvo lugar en parte de lo que hoy es Burkina Faso y Malí (entonces integradas en el África Occidental Francesa) entre 1915 y 1917. Fue una guerra entre un ejército indígena africano, que resultó de una coalición heterogénea que incluía personas de diferentes etnias, contra el ejército francés. En su apogeo, en 1916, las fuerzas indígenas reunieron de 15.000 a 20.000 hombres (algunos autores aumentan esta cifra hasta 160.000 efectivos) y lucharon en múltiples frentes. Después de aproximadamente un año y varios reveses, el ejército francés derrotó a los insurgentes y encarceló o ejecutó a sus líderes, pero la resistencia continuó hasta 1917.
El nombre hace referencia al río Bani y al río Volta como delimitadores geográficos del conflicto.

## Desarrollo
La guerra comenzó después de la temporada de lluvias de 1915, cuando un grupo de representantes de una docena de aldeas se reunieron en la villa de Bona, a unos 50 km al sur de Dédougou, donde resolvieron tomar las armas contra los ocupantes franceses. Esto tuvo lugar en el contexto de la Primera Guerra Mundial y la introducción de la conscripción obligatoria en el ejército francés. También hubo un optimismo generalizado entre los rebeldes, en la creencia de que el gobierno colonial podría ser derrotado en este momento de debilidad. La religión también jugó un rol dado que la población musulmana, casi la mitad de la población en la zona, tuvo una motivación extra para la sublevación debido a la declaración del sultán otomano a la Yihad contra las pontencias de la Entente, lo que además convertía en un deber religioso combatir a los franceses. La guerra englobó rápidamente un número importante de clanes de diferentes etnias habitantes de la región, entre ellas soninké, Bwa, Samo, Minianka, Bobo, Dakkakari, Nuna, fulani, Toussian, Sambla y Winiamas. El conflicto iniciado por la insurrección pasó por varias fases, organizando el ejército colonial dos campañas de represión tras lo cual la rebelión fracasó en su propósito, frente a la feroz oposición y tácticas superiores francesas.
En diciembre de 1915, las tropas rebeldes, armadas principalmente de arcos, antiguos fusiles con  llave de chispa y una pequeña cantidad de fusiles de repetición fueron capaces de rechazar a una columna militar de tropas coloniales compuesta por 200 auxiliares y 24 tiradores, haciendo lo mismo posteriormente con una columna integrada por 800 hombres.
El comandante superior de las tropas del África Occidental Francesa, el general Isidore Honoré Pineau, confió al coronel Molard la misión de destruir la resistencia al gobierno colonial. En febrero de 1916 se organizó una nueva columna militar, con 750 hombres y dos secciones de hombres armados con ametralladoras, que emprendió una campaña de destrucción sistemática. Otras dos columnas fueron lanzadas en abril de 1916, en pleno apogeo de la revuelta. Los últimos focos de oposición armada fueron vencidos en septiembre de 1916. Al menos 110 villas fueron destruidas por las tropas francesas durante la campaña. Actividades de la resistencia indígena al régimen colonial posteriores se prolongaron sin embargo hasta febrero de 1917, cuando se da por finalizado el conflicto en torno a los ríos Volta y Bani.

## Trascendencia
La guerra del Volta-Bani es una de las oposiciones armadas más importantes a un gobierno colonial en cualquier parte de África. Fue la razón principal para la creación de la colonia del Alto Volta (Haute Volta, ahora Burkina Faso) después de la Primera Guerra Mundial, al escindir siete distritos de la gran colonia del Alto Senegal y Níger.
La denominación de "guerra del Volta-Bani" para estos hechos fue acuñada en el libro West African Challenge to Empire: Culture and History in the Volta-Bani War (2002), un análisis antropológico y una descripción detallada de estos enfrentamientos, sobre la base de documentos de archivos militares. El libro ganó el Premio Amaury Talbot del Royal Anthropological Institute en 2002. Un relato ficticio de la revuelta fue el tema de una de las más importantes obras literarias tempranas de África Occidental, Crépuscule des temps anciens, del político y escritor burkinés Nazi Boni (publicada en 1962).